# Stortjärnen (Säbrå socken, Ångermanland, 694487-160002)
Stortjärnen är en sjö i Härnösands kommun i Ångermanland och ingår i Gådeåns huvudavrinningsområde. Sjön har en area på 0,0946 kvadratkilometer och ligger 93,1 meter över havet.

## Delavrinningsområde
Stortjärnen ingår i det delavrinningsområde (694553-160045) som SMHI kallar för Mynnar i Långsjön. Medelhöjden är 100 meter över havet och ytan är 9,22 kvadratkilometer. Det finns inga avrinningsområden uppströms utan avrinningsområdet är högsta punkten. Vattendraget som avvattnar avrinningsområdet har biflödesordning 2, vilket innebär att vattnet flödar genom totalt 2 vattendrag innan det når havet efter 10 kilometer. Avrinningsområdet består mestadels av skog (75 procent) och jordbruk (13 procent). Avrinningsområdet har 0,09 kvadratkilometer vattenytor vilket ger det en sjöprocent på 1 procent.